# Vilém ze Champlitte
Vilém I. ze Champlitte (francouzsky: Guillaume de Champlitte; 60. léta 12. století – 1209) byl francouzský rytíř, který se zúčastnil čtvrté křížové výpravy a stal se prvním achajským knížetem.

## Život
Guillaume de Champlitte byl třetím synem Edwarda I. de Champlitte, hraběte v horním Burgundsku a vnukem Huga I., hraběte ze Champagne. Během křížové výpravy se Guillaume seznámil s Bonifácem z Montferratu a dělal prostředníka mezi ním, a prvním latinským císařem Balduinem I. Flanderským. Poté, co křižáci na podzim roku 1204 dobyli Konstantinopolis a vyvrátili tak Východní císařství Guillaume následoval Bonifáce z Montferratu ze Soluně na jeho tažení za dobytím Řecka. Guillaume se následně s Godfreyem I. z Villehardouinu účastnil bitvy u kunduraských olivových hájů a dobyl Moreu na Peloponésu. Papež Inocenc III. jej poté jmenoval vládcem celé Acháje. Kvůli jeho dědovi Guillama zdejší Řekové nazývali Kampanezis (řecky Καμπανέζης).
V roce 1209, zatímco byl Guillaume de Champlitte plně zaměstnán správou svého nového území v Řecku, dostal zprávu z Francie, o smrti svého bezdětného staršího bratra Ludvíka. Proto se Guillaume urychleně vydal na cestu zpět do vlasti uplatňovat svá práva na rodinný majetek. Na cestě do Francie v Apulii však Guillaume de Champlitte zemřel, a krátce na to zemřel také jeho synovec Hugo de Champlitte, kterého zanechal v Achaji, čímž rod Champlitte v na achajském trůnu vymřel.